# Тепловой удар (фильм)
«Тепловой удар» (также «Солнечный удар»; англ. Heatstroke) — американский фильм 2013 года. Фильм снимался в Южной Африке в сотрудничестве с Южноафриканским министерством коммерции и промышленности.
Фильм базируется на романе «Не оставляй следов», написанном Ханной Ньялой Уэст.

## Синопсис

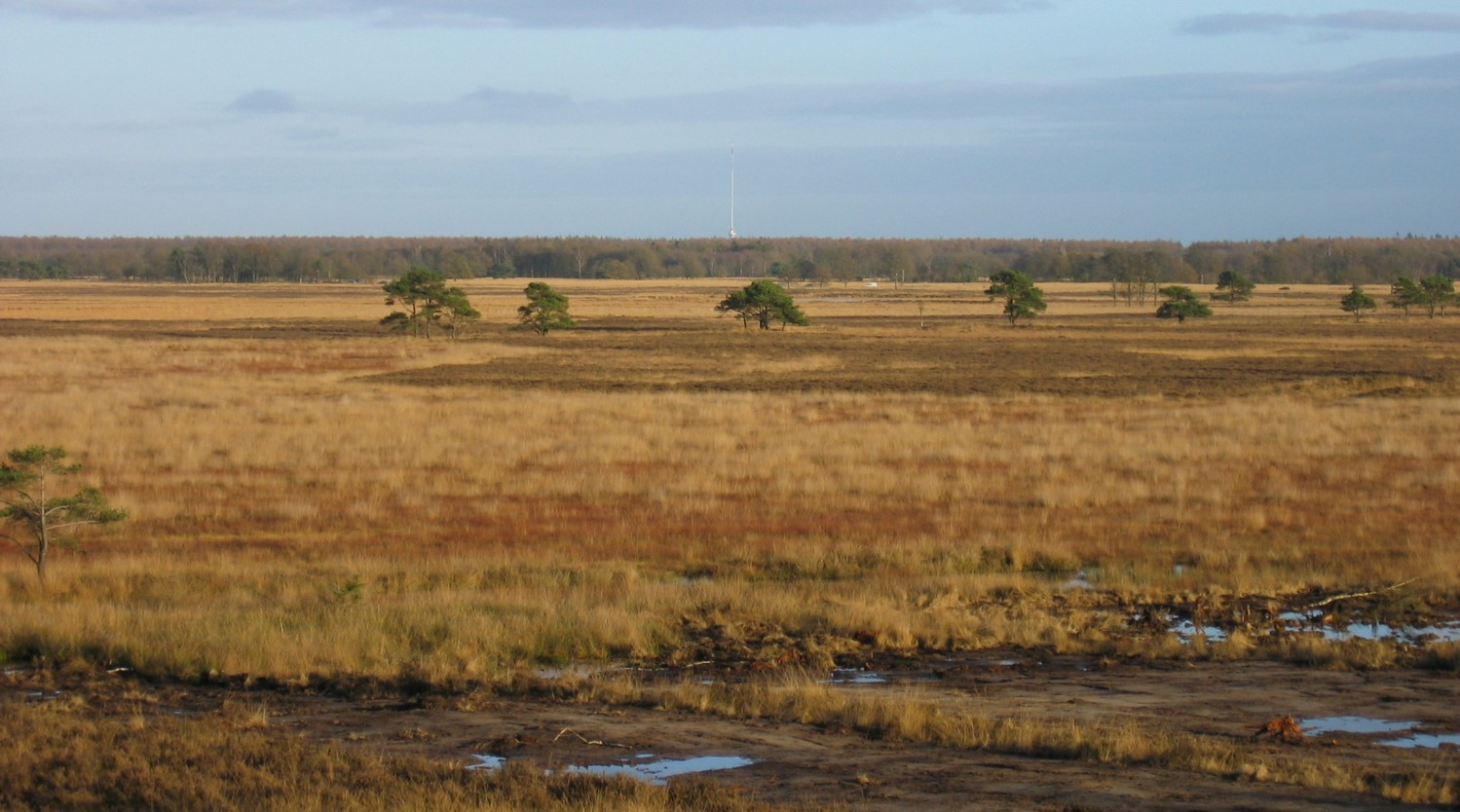
Южноафриканский велд

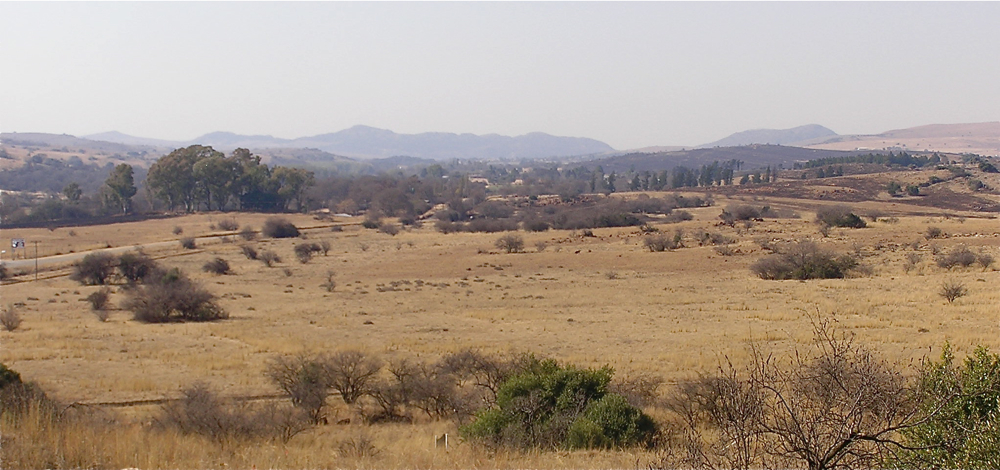
Велд в провинции Гаутенг

Фильм рассказывает о приключениях американского биолога, его подруги и 13-летней дочери в южноафриканском велде, их противостояния с браконьерами.
Он изобилует панорамными планами южноафриканских природных ландшафтов.

## В ролях
- Стивен Дорфф — Пол О’Мэйли
- Светлана Меткина — Тэлли  Рубин
- Мэйси Уильямс — Джози (Джо) О’Мэйли[2]
- Петер Стормаре — Мэллик, главарь браконьеров
- Уэррик Гриер — Бодли
- Эндрю Роукс — Диб
- Калвин Хейвард — Фой
- Джеанне Нельсон — Мириам

## Дистрибуция
Фильм представлен в социальных сетях в переводе ЖКВД и озвучке «Хихикающего доктора».

## Оценки и рецензии
Фильм получил в целом не лучшие отзывы. К примеру в 2015 году на IMDb его рейтинг составлял 4,7 из 10.
Немецкий TV Spielfilm охарактеризовал напряжённость сюжета фильма «вместо реальной напряжённости всего один выстрел» (нем. Statt echter Spannung gibt es nur einen Schuss Naturmystik).
По мнению американского кинокритика Джастина Чанга (Variety), несмотря на ряд неудач:

 Фильм остаётся смотрибельным благодаря ярким натурным съёмкам, создающим достаточно живописный, запыленный фон для совершенно обыденного действия.— 
The Hollywood Reporter в своём отклике оценил фильм как «вялую, шаблонную попытку, которая не может вызвать в воображении необходимое напряжение».